# Sigismondo de Stefani
Sigismondo de Stefani (tra il 1520 e il 1525 – 1574) è stato un pittore italiano.
Poche sono le notizie biografiche in nostro possesso. Nel 1555 e nel 1557 risulta censito nelle anagrafi della contrada di San Paolo, mentre nel 1572 viene citato nell'estimo della contrada di San Vitale. Il 14 febbraio 1574 redige testamento in cui si dichiara "oppresso da pericolosa malattia". Si presume che sia deceduto da lì a poco. Nelle sue ultime volontà indica la moglie Margherita come usufruttuaria dei beni, mentre i figli Annibale e Stefano eredi universali. Annibale (nato tra il 1557 e il 1563) svolse anch'egli la professione di pittore. Ebbe anche due figlie: Virginia e Isabella.
Tra le sue opere più importanti, due pale d'altare entrambe raffiguranti il Martirio di San Lorenzo e collocate in due chiese di Verona. La prima si trova nella chiesa di San Giorgio in Braida ed è chiaramente ispirata al Martirio di San Giorgio di Paolo Veronese collocata nello stesso edificio. La complessa composizione si incentra sulla figura del Cristo attorniato dai santi Stefano e Vincenzo e dai simboli dei quattro evangelisti con ognuno un libro aperto sull'incipit di ciascun vangelo. La tela è firmata e datata "SIGISMUNDUS DE STEPHANIS / VER. PINXIT MDLXIII". Nella predella, dello stesso autore "Il martirio di Santo Stefano", "San Cristoforo che attraversa il fiume" e "Il martirio di San Vincenzo".
La seconda a lui attribuita venne realizzata per la chiesa dei Santi Nazaro e Celso ma dal 1881 venne spostata, prima nel museo di Castelvecchio poi nella chiesa parrocchiale di Aselogna. Si ritiene che comunque la Resurrezione di Cristo dipinta sulla lunetta posta sopra il quarto altare della navata sinistra della stessa chiesa possa essere opera del de Stefani.